# Костел Святих Апостолів Петра і Павла в Лаховіцах
49°42′50″ пн. ш. 19°28′27″ сх. д. / 49.7139° пн. ш. 19.4742° сх. д.
Костел Святих Петра і Павла в Лаховіце - дерев'яна парафіяльна церква парафії св. апостолів Петра і Павла в Лаховицях ( ґміна Стришава, Суський повіт ), яка датується кінцем XVIII століття (1789 – 1791). Костел знаходиться на Шляху дерев'яної архітектури Малопольського воєводства .
Коли розпочалося будівництво костелу, була зруйнована дерев’яна цвинтарна каплиця 1707 року, яку заснувала Анна Малаховська – спадкоємиця Сухи Бескидської . Цвинтарна каплиця використовувалася місцевим населенням насамперед для молитви за своїх померлих, бо парафіяльний цвинтар був тоді за 10 км і знаходився поруч із парафіяльним костелем в Сухі. Урочисте освячення нового костелу відбулося 1 січня 1792 року.Костел розташований на невеликому пагорбі над селом, серед цвинтаря, оточений віковими деревами та огорожею з колод, з прольотами, критими двосхилими гонтовими дахами. В огорожі троє чотиригранних воріт стовпової конструкції, обшиті з боків дошками і накриті пірамідальними гонтовими дахами. З лівого боку костелу розташована сучасна дерев'яна дзвіниця . Померлих ховають на кладовищі й досі.

## Будівництво
Храм є дерев'яним. Дерево надала ініціаторка його будівництва графиня Тереза Панкрація Великопольська . Церква однонавна. Розміри прямокутної нави — 12,35 см × 9,85 м, вужчий пресбітерій, закритий трьома сторонами восьмерика відповідно 9,75 (разом з апсидою) х 6,60 м. З півночі до приділу примикає ризниця. Ззовні стіни оббиті дошками. Нава та приділ вкриті окремими дахами з трохи погнутими схилами, дах над приділом продовжений над ризницею. На конику нави — шестикутна башточка, що звужується до верху, переходить у ліхтар із цибулеподібним завершенням.
Із заходу до нави прибудована чотиригранна вежа стовпової конструкції з похилими стінами, що спираються на 4 величезні дерев'яні стовпи. Стіни, криті дошками, фрагментовані дахом, що проходить навколо вежі. Вежа має нависаючий льодовий перон, оббитий вертикально дошками, декоративно вирізаними внизу, накритий куполом, що складається з невисокого шатрового даху та цибулинного купола з кулею та хрестом, що увінчують його.
Дахи вкриті ґонтом, купол вежі зроблений з листового металу. Весь костел оточений відкритими аркадами з ґанками із заходу та півдня, оббитими дошками лише із заходу, накритими ґонтовим односхилим дахом, вигнутим над вікном у східній стіні ризниці. Покрівля соболів менш похила, ніж церковних. З правого боку – від входу до костелу в бік пресбітерію – дерев’яні двері, що з’єднують курені з внутрішнім приміщенням храму, зі старим масивним металевим оздобленим замком.
Неф і приділ перекриті фальшивими склепіннями, вужчими за обидва перекриті простори, що спираються на поздовжні проголини. Кроквяна система в обрешітці даху подвоєна (внутрішні крокви, більш круті, перекривають арки склепінь). Подвійний стрижневий отвір: верхній менший (у зоні склепінь), напівкруглий з дерев’яним розп’яттям, нижній більший (у каркасі), закритий напівкруглою профільованою аркою, стовпами з напівколонами на сторони, що підтримують антаблемент. Із заходу в наві хори, що спираються на два профільовані стовпи, з випуклим парапетом посередині до нави.

## Внутрішнє оздоблення костелу

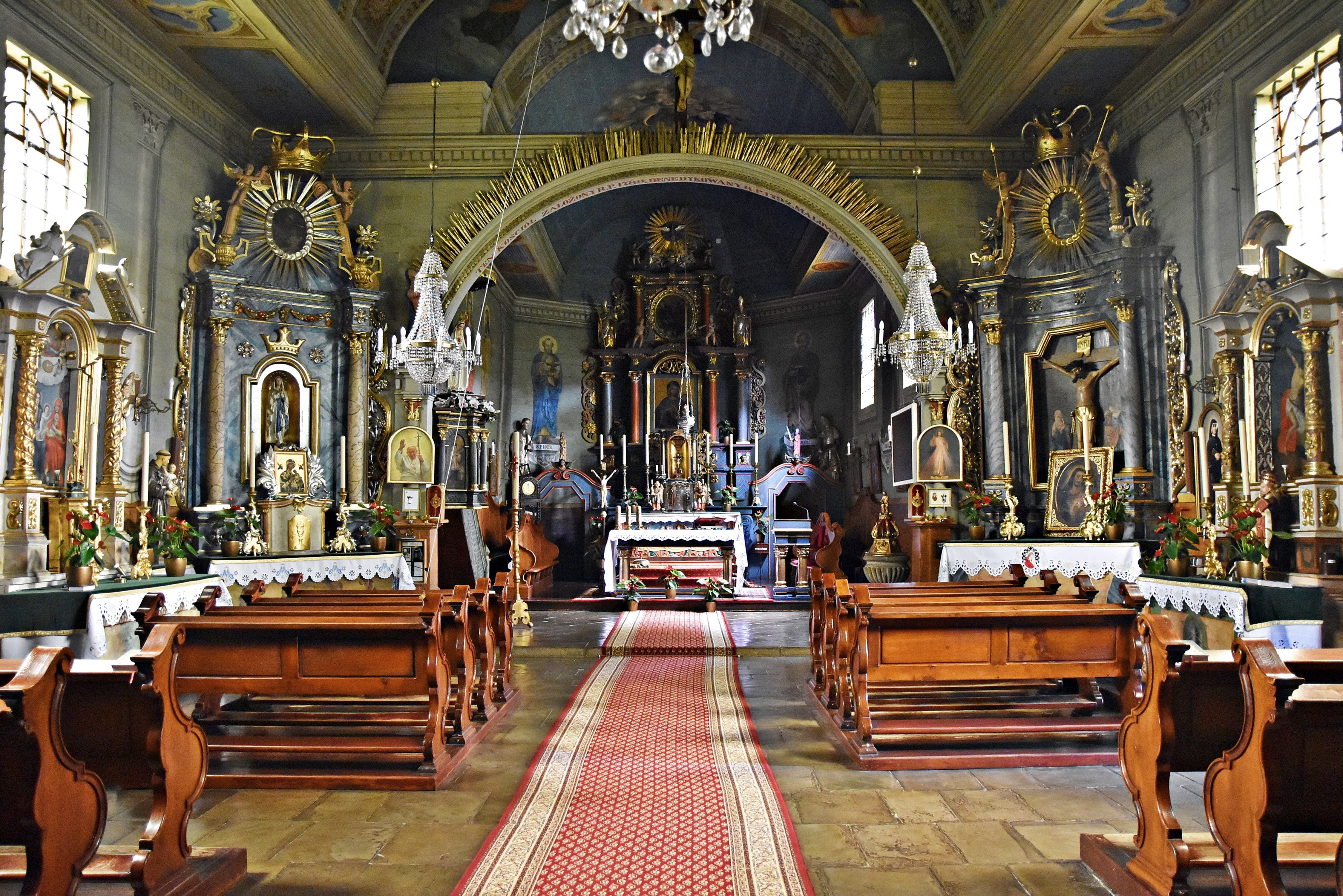
Інтер'єр храму

Оздоблення костелу переважно в стилі пізнього бароко . Головний дерев'яний вівтар, двоярусний, з образами Матері Божої з Немовлям і св. Петра і Павла. Два бічні вівтарі та ще два на бічних стінах, також у стилі пізнього бароко, ймовірно, початку ХІХ ст. Дерев'яний амвон з чотириспіральним балдахіном . На склепінні пресвітерію є великий образ Непорочної за зразком відомої картини іспанського майстра Мурільо . На стінах — фігури 12 апостолів, написані 1891 року. Весь костел була розписаний в 1794 році, а потім кілька разів ремонтувався, востаннє в 1930 році. Бароково- класицистичний орган, виготовлений у 1836 році Марціном Грацом з Пчіму . Кам'яна купіль типу чаші з дерев'яною кришкою, бароко, ймовірно, близько 1789 року.
Серед розписів найбільшу цінність має образ Мадонни з головного вівтаря, написаний на дошці, яка спочатку прикрашала стіни цвинтарної каплиці. Це барокова копія готичного живопису на зразок чеської Мадонни Дудлебської (у Польщі: Богоматір Пєкарська).
З 1802 року походить вежа, відлита Й. Г. Кноблохом з Банської Бистриці . Дзвін, відлитий у 1807 році на кошти Терези Велопольської, походив із майстерні того ж майстра, але був конфіскований німецькими окупантами у 1942 році. Нові дзвони розмістили у дзвіниці, збудованій при церкві.